# セトランス (エトルリア神話)
セトランス（Sethlans）はエトルリア神話における火、炉、鍛冶、工芸の神。語源は共通しないが、ギリシャ神話のヘーパイストス、エジプト神話のプタハおよびローマ神話のウゥルカーヌスに相当する。
エトルリア固有の神々の一柱で、鍛冶の道具一式と尖り帽子を着用している姿で描かれる。
興味深い点として、ピアチェンツァの肝臓（Liver of Piacenza）には記載が無い。